# Escut de Sant Feliu de Buixalleu
L'escut oficial de Sant Feliu de Buixalleu té el següent blasonament:
Escut caironat: de sinople, un gorg d'or carregat de 4 faixes ondades de gules, sobremuntat d'un astor d'argent. Per timbre una corona mural de poble.

## Història
Va ser aprovat el 29 de setembre de 1994 i publicat al DOGC el 26 d'octubre del mateix any amb el número 1964.
S'hi representen un astor i un gorg carregat amb els colors de Catalunya. Aquests elements al·ludeixen a un fet històric llegendari: el comte Ramon Berenguer II Cap d'Estopes fou assassinat pel seu escorta (segons es va rumorejar, per ordre del seu germà Berenguer Ramon II el Fratricida) mentre passaven per les terres de l'actual municipi i llavors fou llançat a l'anomenat gorg del Comte; l'astor de Ramon Berenguer va trobar-ne el cadàver i va guiar els qui l'estaven buscant fins al lloc del magnicidi.